# يونغ سينغلتون والتر
يونغ سينغلتون والتر (بالإنجليزية: Young Singleton Walter)‏ هو محرر وسياسي أمريكي، ولد في 11 أغسطس 1811، وتوفي في 22 مايو 1883. انتخب عضو مجلس نواب بنسيلفانيا.